# Claire Lambe
Claire Lambe (16 maja 1990 w Dublinie) – irlandzka wioślarka.

## Osiągnięcia
- Mistrzostwa Europy – Montemor-o-Velho 2010 – dwójka podwójna wagi lekkiej – 4. miejsce[1].